# Run the World (Girls)
„Run the World (Girls)” este un cântec al interpretei americane Beyoncé.
Cântecul a fost aranjat muzical și mixat de Serban Ghenea.

## Informații generale
Într-un interviu acordat de producătorul Shea Taylor pentru Capital FM Network în prima parte a lunii martie 2011, acesta a confirmat faptul că primul single de pe al patrulea album de studio al lui Knowles „va avea premiera la sfârșitul lunii aprilie”. „Run the World” a fost scris de Teius „The Dream” Nash în colaborare cu artista și produs de Swich, Taylor și Beyoncé. De asemenea, și compozitorul Diplo a contribuit la imprimarea înregistrării, însă nu a fost inclus pe lista producătorilor dată publicității. Mai mult, numele cântecului se zvonea a fi „Girls (Who Run the World)”, înaintea apariției în mediul online a unei versiuni demonstrative pe data de 18 aprilie 2011. Înaintea acestui eveniment, două mostre ale compoziției au fost și ele încărcate pe internet. Datorită expunerii premature a cântecului, lansarea înregistrării a fost grăbită.

## Lansare și copertă
Primind denumirea oficială de „Run the World (Girls)”, piesa fost difuzată pentru prima dată de posturile de radio din Statele Unite ale Americii pe data de 21 aprilie 2011 la ora 8 a.m. EST și a fost disponibilă spre achiziționare prin intermediul magazinelor virtuale în format digital în aceeași zi. Cântecul a fost disponibil și ca descărcare gratuită pentru o perioadă limitată de timp. „Run the World” va intra pe listele de redare ale posturilor de radio americane ce rulează după formatul „mainstream”, „urban contemporary” și „urban adult contemporary” începând cu 26 aprilie 2011. Conform MTV News, înregistrarea a generat un răspuns favorabil din partea fanilor solistei care și-au exprimat opinia prin intermediul website-ului de socializare Twitter.
Coperta discului single a fost publicată pe data de 20 aprilie 2011, cu o zi înaintea lansării cântecului. Pe copertă, solista pozează cu o mână în aer în timp ce îmbracă o ținută de culoare galbenă decupată în zona șoldurilor, purtând cizme cu toc cui. De asemenea, fotografia o prezintă pe Beyoncé pe o plajă, având în spate o serie de construcții. The Los Angeles Times a fost de părere că fotografiile afișează o „zonă de război post-apocaliptică”, amintind într-un cadru favorabil și obiectele vestimentare alese de artistă. Tray Hova de la Vibe a felicitat fotografia, susținând că interpreta este „strălucitoare ca iadul”, adăugând și că „nimeni nu se plânge cu privire la sezonul Bey aici”. În mod similar, Eleanor Young editor pentru revista Marie Claire a catalogat coperta drept „firbinte”. Pe de altă parte, Becky Bain de la Idolator a descris fotografia de prezentare a discului single drept „destul de dezamăgitoare”, afirmând că pentru un cântec „balistic” precum „Run the World (Girls)”, aceasta aștepta mai mult decât o captură asupra artistei, blamând totodată incertitudinea care planează asupra locației alese, adăugând: „Unde naiba e? Pe o autostradă? Pe o plajă?”. Cu toate acestea, Bain a apreciat alegerea tocurilor, pe care a descris-o drept o „treabă serioasă”.

## Compunere și structura muzicală
„Run the World” este un cântec Pop și a fost descris drept un „imn al cluburilor” și un „imn închinat sexului frumos”, asemeni altor compoziții semnate Beyoncé. Taylor a declarat că înregistrarea prezintă mai multe elemente specifice muzicii pop decât aspecte specifice stilului R&B, fiind similar cu primele înregistrări semnate Michael Jackson. Piesa a fost asemnănată și cu „Get Me Bodied” (lansată în 2007), prezentând o serie de influențe de dancehall. „Run the World” folosește și o mostră din cântecul „Pon de Floor” aparținând lui Major Lazer, Afrojack și Vybz Kartel, fiind asemănat de Kathy McCabe de la The Daily Telegraph cu „Single Ladies (Put a Ring on It)” (2008) și „Diva” (2009).
Conform ediției online a revistei Rap-Up, Knowles își folosește puterea asupra sexului opus în „Run the World (Girls)”. Bill Lamb, editor al website-ului [About.com] a descris versurile cântecului drept o declarație deschisă în care se afirmă că femeile, de fapt, conduc lumea. Înregistrarea debutează printr-o introducere scurtă în care este folosit ca instrument principal pianul, pentru ca ulterior solista să cânte: „Girls! / We run this mutha / Girls! / Who run the world”, peste o melodie ce cuprinde o serie de beat-uri specifice muzicii de club. Mai mult, este folosită și tehnica Auto-Tune. Brad Wete, editor al publicației Entertainment Weekly a susținut că în timp ce artista întreabă „Who run the world[?]” (ro: „Cine conduce lumea?”) ea așteaptă răspunsul corect „Girls!” (ro: „Fetele”). Jocelyn Vena de la MTV News a considerat că solista începe prima strofă într-un „stil agitat [și] emfatic”, versurile sunând precum „un avertisment adresat invidioșilor”, după care urmează o trecere la o porțiune mai calmă, „mai persuasivă”, însă interpretarea rămâne una „lăudăroasă”. Înregistrarea prezintă și o întrerupere de ritm, care servește drept prerefren. De asemenea, prin intermediul unor armonii „siropoase” și a unei interpretări „arzătoare”, Knowles afirmă că „persuasiunea sa poate construi o națiune”.

## Recenzii
Amos Barshad, editor al New York Magazine a descris „Run the World” drept „un fel de monstru — agresiv și intens”. Acesta l-a mai considerat și un cântec „declarativ” și „de efect” în postura de prim extras pe single. După premiera oficială a piesei, Rap-Up a catalogat beat-ul înregistrării drept „hipnotizant”. Matt Donnelly de la The Los Angeles Times a comparat cântecul cu o serie de șlagăre anterioare din repertoriul lui Knowles. Latifah Muhammad de la The Boombox a fost de părere că înregistrarea reprezintă o nouă direcție stilistică pentru Knowles, afirmând că este mult mai agresiv fără să regrete față de mesajul transmis de șlagărul său „Single Ladies (Put a Ring on It)” (2008), care prezintă o temă similară. Mai mult, Muhammad a ținut și să felicite ritmul compoziției. Jenna Clarke de la publicația australiană The Sydney Morning Herald a făcut referire la „Run the World (Girls)” ca la o înregistrare „molipsitoare” care deține un ritm dansant infecțios alături de versuri ce transmit senzația de putere. Clarke a afirmat și că piesa prezintă „un sound Beyoncé mai îndrăzneț”, urmând „pașii puternici” ai unor șlagăre precum „Single Ladies” și „Crazy in Love” (2003). Jocelyn Vena de la MTV News a catalogat „Run the World (Girls)” drept „fierbinte”, adăugând și că mesajul său este unul fără rețineri, Knowles „adunând în mod clar trupele de partea ei” în primul single al albumului cu numărul patru. Andrew Winistorfer de la Prefix Magazine a considerat că unii ascultători se vor simții a fi „prea buni pentru Beyoncé” și vor avea o reacție negativă la adresa compoziției, adăugând și că „Run the World” îi amintește de Rihanna din perioada 2004 concluzionând că „aparent Beyoncé vrea să devină un artist dancehall”. Mai mult, acesta a finalizat prin aduce în atenție frecvența cu care Knowles folosește conceptele feministe în muzica sa, iar cei ce nu au înțeles că „femeile se simt puternice printr-un cântec Beyoncé, nu vor înțelege niciodată”. Nick Minichind de la VH1 a felicitat compoziția pentru anumite aspecte amintite în versuri acestea nepărând deplasate. Acesta a insistat, spunând că în timpul „refrenului Beyonce s-a concentrat asupra personalității Cleopatrei. Jarett Wieselman de la New York Post a considerat că „Run the World (Girls)” este unul dintre cele mai interesante discuri single lansate de Knowles.
Sadao Turner, editor al website-ului oficial Ryan Seacrest a felicitat mostra folosită din „Pon de Floor”, descriind compoziția drept „un imn al cluburilor” cu versuri „molipsitoare”. Lewis Corner de la portalul britanic Digital Spy a fost impresionat de înregistrare, catalogând-o drept „încă o revoluție de împuternicire a femeii care va domina cu siguranță ringurile de dans în această vară”. Într-o recenzie separată, Robert Copsey, editor al aceluiași website a oferit piesei patru puncte dintr-un total de cinci, felicitând ritmul, refrenul și sunetul militar al tobelor, adăugând și că solista declară ferm faptul că femeile conduc lumea, „cu o convingere mai prietenoasă femeilor decât a lui Geri Halliwell la o convenție Spice Girls din jurul anului 1998”. De asemenea, Copsey a subliniat lipsa de structură a cântecului alături de afirmația conform căreia „mostra din «Pon De Floor» al Major Lazer este liberă să se extindă după cum crede de cuviință, adăugându-se unui cântec de club agresiv, amețitor și feroce”. Bill Lamb de la portalul [About.com] a notat compoziția cu patru puncte și jumătate din maximul de cinci, felicitând modul în care pare a fi o progresie naturală a muzicii lui Knowles, remarcând faptul că a reușit să lărgească orizonturile stilistice explorate de aceasta și că reprezintă „o declarație deschisă [a faptului] că femeile conduc, de fapt, lumea”. Lamb a concluzionat prin a sublinia faptul că „Run the World (Girls)” este „o piesă cu un ritm agresiv și molipsitor” și doar cuvintele lui Beyoncé cu privire la puterea femeii sunt suficiente pentru a face cântecul să iese în evidență față de lansările din muzica pop actuală, Knowles finalizând prin a-și seduce ascultătorii prin versuri precum: „My persuasion can build a nation” (ro: „Convingerea mea poate construi o națiune”). Un editor al revistei OK! a anunțat la doar câteva ore de la premiera cântecului faptul că piesa a „devenit o prezență constantă în lista noastră de redare”, continuând cu afirmația conform căreia „chiar și în timp ce scriem, refrenul din «Run the World» al lui Beyoncé ni se repetă în capete, distrăgându-ne [atenția] de la orice altceva nerelaționat cu Beyoncé/conducerea lumii”. Kevin O'Donnell de la Spin Magazine a descris înregistrarea drept un „imn feminin provocator”, care se aseamănă cu discuri single lansate anterior de Knowles, precum „If I Were a Boy” (2008) sau „Single Ladies”, însă se diferențiază prin diverse elemente. Nadine Cheung de la AOL Radio a catalogat „Run the World (Girls)” drept un „amestec sănătos” de ritmuri de tobe și percuții Africane. De asemenea, Tom Breihan editor al portalului Pitchfork Media a fost de părere că piesa este pe atât de „devotată femeii precum titlul te lasă să te aștepți”, remarcând și o similitudine cu înregistrări din repertoriul lui Knowles, precum „Get Me Bodied” (2007) sau „Single Ladies”.
De asemenea, deși unii critici au aclamat faptul că solista și-a asumat o serie de riscuri odată cu lansarea piesei, au fost de părere că „Run the World (Girls)” este mult prea diferit față de ceea ce a abordat Knowles anterior. Sal Cinquemani de la Slant Magazine a considerat că piesa reprezintă o greșală a artistei, denumind-o „pur și simplu prostească”. Cu toate acestea, el a felicitat prerefrenul și a adăugat că „Beyoncé merită apreciată pentru că nu a jucat la sigur”, cu referire la elementele ce diferențiază compoziția de alte lansări contemporane. În mod similar, deși a felicitat mesajul agresiv al cântecului, Brad Wete de la Entertainment Weekly a remarcat faptul că piesa reprezintă o continuare a temelor abordate și în trecut, susținând că ar fi „de apreciat” dacă Knowles ar „schimba teritoriul din punct de vedere al conținutului”, ea fiind „pe deplin capabilă să realizeze un album clasic la fel de genial și relațional precum The Miseducation al lui Lauryn Hill. Adam Rosenberg de la  Rolling Stone a recompensat compoziția cu trei puncte și jumătate din cinci susținând că „de la «Independent Women» la «Single Ladies», puterea fetelor a fost de mult timp subiectul preferat al lui Beyoncé și «Run the World (Girls)» este o întoarcere la această temă. Ea părăsește sunetele la modă — fără [...] Eurodisco! — pentru a cânta peste un ritm [...] dancehall feroce” amintind și că deși „[Lady] GaGa, Britney [Spears], Katy [Perry], Rihanna și Taylor [Swift] își doresc cu ardoare să fie regina muzicii pop, poți să pariezi că Beyoncé nu caută șă împartă tronul”. O opinie diferită a avut Maura Johnston de la The Village Voice, care a blamat lipsa de strucutră a compoziției, „Run the World (Girls)” fiind considerat drept „puțin suprasaturat, dar destul de plăcut”.

## Ordinea pieselor pe disc
| Nr.                 | Titlul                  | Durată |
| ------------------- | ----------------------- | ------ |
| Descărcare digitală |                         |        |
| 1.                  | „Run the World (Girls)” | 3:56   |

## Prezența în clasamente
La scurt timp de la lansarea sa în format digital, compoziția a debutat în clasamentul olandez Dutch Mega Top 100 pe locul șaizeci, pentru ca la doar trei zile de la startul comercilaizării sale să debuteze pe treapta cu numărul optsprezece în lista oficială din Regatul Unit, UK Singles Chart. Acest lucru se datorează celor 18.087 exemplare comercializate în această perioadă, reușita cântecului aducându-i lui Knowles cel de-al treizeci și șaptelea șlagăr de top 75 în ierarhia amintită (inclusiv paisprezece intrări ca artistă componentă a Destiny's Child). Simultan, „Run the World (Girls)” a debutat pe poziția a șaisprezecea în Scoția. În cea de-a doua săptămână, compoziția a avansat până pe locul unsprezece în principala ierarhie britanică, grație unui total de 27.919 unități vândute, urcând totodată și în Scoția (unde a obținut locul nouă). În scurt timp, compoziția a coboât din clasamente, însă a revenit în top 30 după lansarea materialului de proveniență, 4, comercializându-se în peste 16.000 de exemplare. În mod similar, compoziția a debutat pe locul unsprezece în Irlanda, însă a continuat să coboare în clasament în următoarele săptămâni. De mai mult succes s-a bucurat în ierarhia ce contorizează muzica R&B din Anglia, unde a ocupat poziții de top 5. Înregistrarea a activat diferit în alte regiuni europene. În Franța, „Run the World (Girls)” a intrat în clasamentul oficial compilat de SNEP pe locul treizeci și trei (graței celor 2.065 exemplare vândute), ajungând să ocupe locul doisprezece, devenind cel de-aș șaptelea șlagăr de top 20 al solistei. Concomitent, piesa a avansat până pe locul paisprezece în Flandra și până pe treapta cu numărul cinci în Valonia, în timp ce în Norvegia înregistrarea a debutat pe locul nouă. În România, „Run the World (Girls)” a intrat în Romanian Top 100 pe locul șaptezeci și patru.
În Statele Unite ale Americii, discul single s-a comercializat în peste 77.000 de exemplare în primele zile de disponibilitate, fiind suficient pentru a-i aduce lui Knowles un debut pe locul douăzeci și trei în clasamentul celor mai bine vândute descărcări digitale de pe acest teritoriu, concomitent făcându-și apariția și în Billboard Hot 100, pe treapta cu numărul treizeci și trei. În cea de-a doua săptămână, vânzările au înregistrat o scădere de 39%, ajungând la 47.000 de unități, ceea ce a cauzat o coborâre în ambele clasamente amintite anterior. După câteva săptămâni de cădere liberă, piesa a revenit în prima jumătate a ierarhiei Billboard Hot 100 ca urmare a premierei videoclipului adiacent, pentru ca mai apoi — în perioada lansării albumului 4 — să avanseze până pe locul douăzeci și nouă, acesta fiind maximul atins. Astfel, „Run the World (Girls)” a transformat materialul discografic 4 în primul album al lui Beyoncé al cărui prim extras pe single nu ocupă poziții de top 10 în Billboard Hot 100. În ciuda acestui aspect, piesa a primit un disc de aur pentru cele peste 500.000 de exemplare digitale vândute pe teritoriul Statelor Unite ale Americii. De asemenea, compoziția a activat modest în Billboard Hot R&B/Hip-Hop Songs, unde a avansat doar până pe locul treizeci, însă a devenit cel de-al cincisprezecelea cântec al lui Knowles ce ocupă prima poziție în Billboard Hot Dance Club Play. „Run the World (Girls)” s-a bucurat de succes în Canada, unde a avansat până pe treapta cu numărul șaisprezece, fiind recompensat cu un disc de platină, aspect ce reliefează vânzarea a peste 80.000 de unități pe teritoriul acestei țări.
Compoziția a obținut poziții de top 10 atât în Australia, cât și în Noua Zeelandă, în ambele regini fiind recompensat cu o certificare, câștigând discul de platină în prima țară și un disc de aur în cea de-a doua, facilitând lansarea materialului de proveniență, 4. Un alt teritoriu unde „Run the World (Girls)” a reprezentat un succes îl reprezintă Taiwan, unde piesa debutat direct pe locul secund în ierarhia prezentată de Top 40.com, dar și în clasamentul oficial din Coreea de Sud, unde a câștigat aceeași poziționare.

## Clasamente
| Țară (clasament)                     | Poziție maximă | Referință     |
| ------------------------------------ | -------------- | ------------- |
| Australia (ARIA)                     | 10             |               |
| Australia (ARIA — Digital Track)     | 10             | [ 4 ]         |
| Australia (ARIA — Urban Singles)     | 4              | [ 5 ]         |
| Belgia — Flandra (Ultratop)          | 14             | [ 6 ]         |
| Belgia — Valonia (Ultratop)          | 5              | [ 7 ]         |
| Canada (Canadian Hot 100)            | 16             |               |
| Cehia (IFPI)                         | 47             | [ 8 ]         |
| Coreea de Sud (GAON — International) | 2              | [ 9 ]         |
| Danemarca (Tracklisten)              | 27             | [ 10 ]        |
| Elveția (Media Control)              | 22             | [ 11 ]        |
| Franța (SNEP)                        | 12             | [ 12 ]        |
| Germania (Black Top 30)              | 2              | [ 13 ]        |
| Japonia (Billboard — Japan Hot 100)  | 6              | [ 14 ]        |
| Irlanda (IRMA)                       | 11             | [ 15 ] [ 16 ] |
| Irlanda (IRMA — Descărcări)          | 11             | [ 17 ]        |
| Italia (FIMI)                        | 20             | [ 18 ]        |
| Noua Zeelandă (RIANZ)                | 9              | [ 19 ]        |

| Țară (clasament)                       | Poziție maximă | Referință |
| -------------------------------------- | -------------- | --------- |
| Olanda (Dutch Top 40)                  | 25             | [ 20 ]    |
| Olanda (Dutch Mega Top 100)            | 8              | [ 21 ]    |
| Portugalia (APC Charts)                | 9              | [ 15 ]    |
| Regatul Unit (UK Download Chart)       | 10             | [ 22 ]    |
| Regatul Unit (UK Singles Chart)        | 11             | [ 23 ]    |
| Regatul Unit (UK R&B Chart)            | 5              | [ 24 ]    |
| România (Romanian Top 100)             | 74             |           |
| Scoția (Scottish Singles Chart)        | 9              | [ 25 ]    |
| Slovacia (IFPI)                        | 30             | [ 26 ]    |
| Spania (Promusicae)                    | 21             | [ 27 ]    |
| S.U.A. (Billboard Hot 100)             | 29             |           |
| S.U.A. (Billboard Hot Dance Club Play) | 1              |           |
| S.U.A. (Billboard Pop Songs)           | 37             |           |
| S.U.A. (Billboard Hot R&B Songs)       | 30             |           |
| S.U.A. (Billboard Hot Digital Songs)   | 23             |           |
| Taiwan (Top 40 Charts)                 | 2              | [ 28 ]    |
| United World Chart                     | 17             | [ 29 ]    |

## Datele lansărilor
| Țara                       | Data lansării    | Casă de discuri    | Format              | Referințe     |
| -------------------------- | ---------------- | ------------------ | ------------------- | ------------- |
| Statele Unite ale Americii | 21 aprilie, 2011 | Columbia/ Sony BMG | Premieră (radio)    |               |
| Australia                  | 21 aprilie, 2011 | Columbia/ Sony BMG | descărcare digitală | [ 30 ]        |
| Austria                    | 21 aprilie, 2011 | Columbia/ Sony BMG | descărcare digitală | [ 31 ]        |
| Belgia                     | 21 aprilie, 2011 | Columbia/ Sony BMG | descărcare digitală | [ 32 ]        |
| Canada                     | 21 aprilie, 2011 | Columbia/ Sony BMG | descărcare digitală | [ 33 ]        |
| Danemarca                  | 21 aprilie, 2011 | Columbia/ Sony BMG | descărcare digitală | [ 34 ]        |
| Elveția                    | 21 aprilie, 2011 | Columbia/ Sony BMG | descărcare digitală | [ 35 ]        |
| Finlanda                   | 21 aprilie, 2011 | Columbia/ Sony BMG | descărcare digitală | [ 36 ]        |
| Franța                     | 21 aprilie, 2011 | Columbia/ Sony BMG | descărcare digitală | [ 37 ]        |
| Germania                   | 21 aprilie, 2011 | Columbia/ Sony BMG | descărcare digitală | [ 38 ]        |
| Irlanda                    | 21 aprilie, 2011 | Columbia/ Sony BMG | descărcare digitală | [ 39 ]        |
| Italia                     | 21 aprilie, 2011 | Columbia/ Sony BMG | descărcare digitală | [ 40 ]        |
| Norvegia                   | 21 aprilie, 2011 | Columbia/ Sony BMG | descărcare digitală | [ 41 ]        |
| Noua Zeelandă              | 21 aprilie, 2011 | Columbia/ Sony BMG | descărcare digitală | [ 42 ]        |
| Olanda                     | 21 aprilie, 2011 | Columbia/ Sony BMG | descărcare digitală | [ 43 ]        |
| Portugalia                 | 21 aprilie, 2011 | Columbia/ Sony BMG | descărcare digitală | [ 44 ]        |
| Spania                     | 21 aprilie, 2011 | Columbia/ Sony BMG | descărcare digitală | [ 45 ]        |
| Suedia                     | 21 aprilie, 2011 | Columbia/ Sony BMG | descărcare digitală | [ 46 ]        |
| Regatul Unit               | 21 aprilie, 2011 | Columbia/ Sony BMG | descărcare digitală | [ 47 ]        |
| Statele Unite ale Americii | 21 aprilie, 2011 | Columbia/ Sony BMG | descărcare digitală | [ 48 ]        |
| Statele Unite ale Americii | 26 aprilie, 2011 | Columbia/ Sony BMG | difuzare radio      | [ 49 ] [ 50 ] |